# BMW Seria 6
BMW Seria 6 este o gamă de autoturisme comercializate de BMW din 1976. Este succesorul lui E9 Coupé și se află în prezent la a patra generație.